# Лифландска губерния
Лифландска губерния (на руски: Лифляндская губерния) е губерния на Руската империя, съществувала от 1796 до 1918 година. Заема източната част на днешна Латвия и южната част на днешна Естония, а столица е град Рига. Към 1897 година населението ѝ е около 1,3 милиона души, главно латвийци (43%), естонци (40%), балтийски немци (8%) и руснаци (5%).
Създадена е през 1796 година на основата на дотогавашното Рижко наместничество, включващо завладяната в началото на XVIII век Шведска Ливония. След Февруарската революция от 1917 година северните части на губернията са отделени и включени в новосъздадената Естландска автономия. С Брест-Литовския мирен договор в началото на 1918 година тя е отстъпена на Германия, която малко по-късно я включва в Обединеното балтийско херцогство.